# 田辺オフィスアート専門学校
田辺オフィスアート専門学校（たなべオフィスアートせんもんがっこう）は、大阪市東住吉区にある私立専修学校。

## 沿革
- 1946年 - 田辺タイピスト専門学校として開校
- 1977年 - 専修学校となる
- 1989年 - 現校名となる
- 2016年 - 廃止[1]

## 学科
- OAビジネス学科

## 所在地
- 〒546‐0031 大阪府大阪市東住吉区田辺2-11-20